# Mașcăuți
Mașcăuți es una comuna y pueblo de la República de Moldavia ubicada en el distrito de Criuleni.
En 2004 la comuna tiene una población de 4103 habitantes, la casi totalidad de los cuales son étnicamente moldavos-rumanos.
Se conoce la existencia del lugar desde 1436. En 1819 se construyó su iglesia.
Se ubica unos 15 km al noroeste de Criuleni, cerca del límite con el distrito de Orhei.